# Tas-Kystabyt
Tas-Kystabyt  także Chriebiet Saryczewa (ros. Хребет Сарычева, Тас-Кыстабыт) – pasmo górskie w azjatyckiej części Rosji, w południowej części Gór Czerskiego, na Wyżynie Jańsko-Ojmiakońskiej.
Oddziela Płaskowyż Ojmiakoński od Płaskowyżu Nerskiego. Leży między doliną rzeki Indygirki, a doliną rzeki Nery. Długość pasma wynosi około 180 km. Najwyższy szczyt ma wysokość 2341 m n.p.m.  
Pasmo wypiętrzone zostało w czasie orogenezy alpejskiej; zbudowane jest z mułowców i iłowców z intruzjami granitów. 
W niższych partiach porośnięte tajgą modrzewiową, w wyższych tundra górska.